# دنی فونسکا
دنی فونسکا (انگلیسی: Danny Fonseca؛ زادهٔ ۷ نوامبر ۱۹۷۹) یک بازیکن فوتبال اهل کاستاریکا است.
وی همچنین در تیم ملی فوتبال کاستاریکا بازی کرده‌است.